# Coudersport
Coudersport é um distrito localizado no estado norte-americano de Pensilvânia, no Condado de Potter.

## Demografia
Segundo o censo norte-americano de 2000, a sua população era de 2650 habitantes.
Em 2006, foi estimada uma população de 2505, um decréscimo de 145 (-5.5%).

## Geografia
De acordo com o United States Census Bureau tem uma área de
14,7 km², dos quais 14,7 km² cobertos por terra e 0,0 km² cobertos por água. Coudersport localiza-se a aproximadamente 490 m acima do nível do mar.

## Localidades na vizinhança
O diagrama seguinte representa as localidades num raio de 28 km ao redor de Coudersport.